# Withius ceylonicus
Withius ceylonicus es una especie de arácnido del orden Pseudoscorpionida de la familia Withiidae.

## Distribución geográfica
Se encuentra en Sri Lanka.